# La Païva

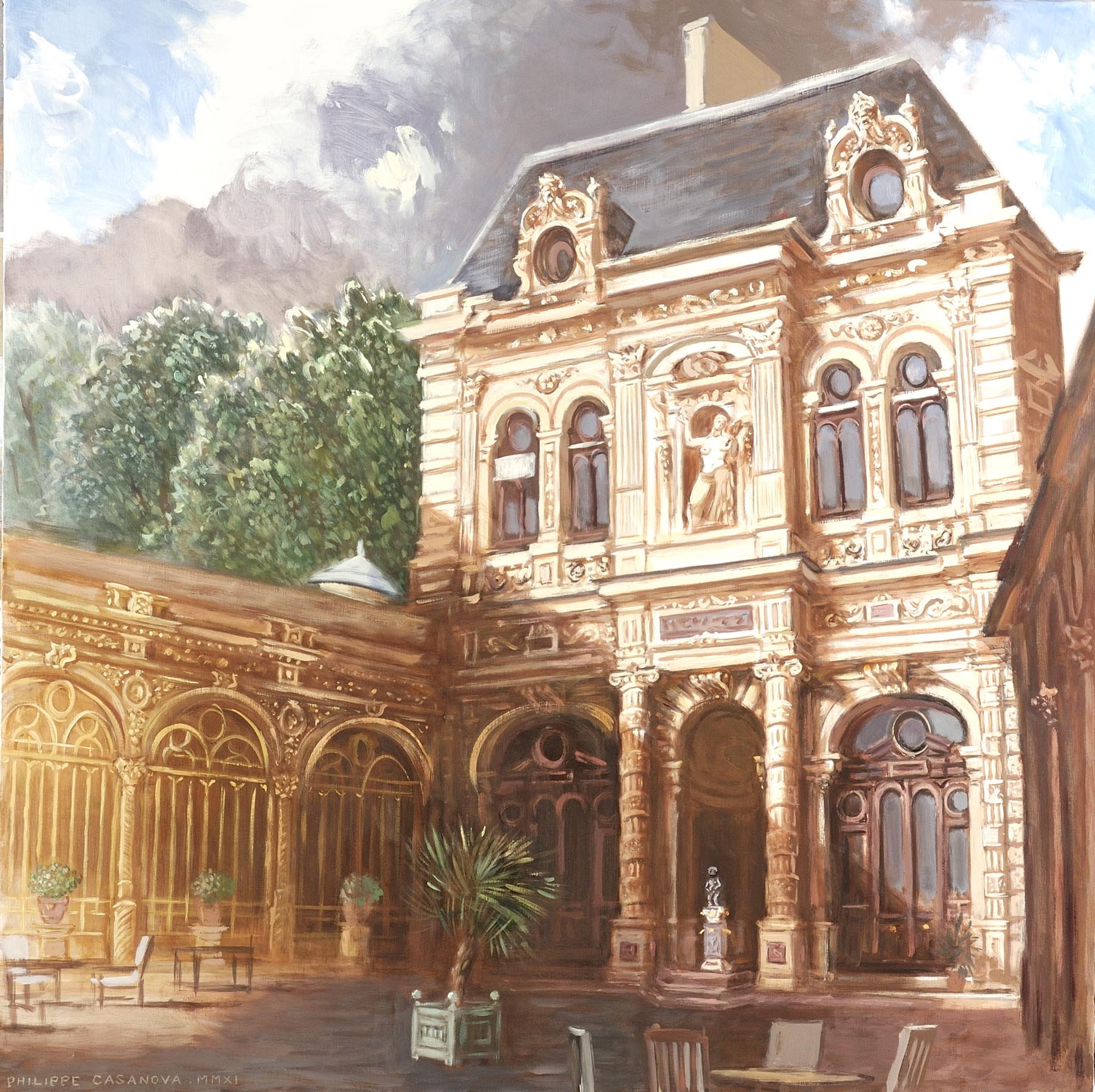
Hôtel de la Païva

Pauline Thérèse Lachmann (eg. Esther Lachmann) allmänt känd som La Païva, född 7 maj 1819 i Moskva, död 21 januari 1884 på slottet Neudeck i Sachsen, var en fransk kurtisan, en så kallad demimonde.
Hon har kallats för den mest framgångsrika av alla andra kejsardömets berömda kurtisaner. Hon var berömd för de dekadenta fester hon arrangerade i sitt palats Hôtel de la Païva vid Champs-Élysées i Paris, en byggnad som räknas som en symbol för det andra kejsardömet. Hon föddes som Esther Lachmann, bytte förnamn till Pauline Thérèse och är allmänt känd i historien som "La Païva", en variant av titeln Markisinnan de Païva, som hon fick genom sitt andra giftermål. 

## Biografi

### Tidigt liv
Hon föddes i Moskvas getto som Esther Lachmann, dotter till den judiske vävaren Martin Lachmann och Anna Amalie Klein och gifte sig 1836 med skräddaren Antoine Villoing.  
Hon rymde till Paris, där hon bytte namn till Pauline Thérèse och träffade pianisten Henri Herz, som presenterade henne för den konstnärliga världen.  De tros ha gift sig i London, vilket för hennes del skulle ha varit ett fall av bigami. I verkligheten är det okänt om paret någonsin gifte sig. 

### Demimonde
År 1848 gjorde Herz en turné utomlands och medan han var borta kastades Therese ut på gatan av hans familj. Hon lyckades få en sömmerska att finansiera hennes garderob och reste sedan till London för att lansera sig som kurtisan. I London fick hon sin första kund i Lord Stanley.
År 1851 gifte hon sig med den portugisiske markisen Albino Francesco de Païva-Araujo, som hon hade mött på en kurort i Baden: hennes första make hade under tiden dött. Efter bröllopet avslöjade hon att hon var prostituerad och hade gift sig med honom för att få en titel och hans namn, och paret separerade (de skilde sig 1871). Efter detta blev hon känd som La Païva. Hon blev den kanske mest berömda och framgångsrika kurtisanen i Paris under andra kejsardömet.

### Senare liv
År 1871 gifte hon sig med sin mångårige älskare, den tio år yngre tyske greven Guido Henckel von Donnersmarck, med vars pengar hon hade låtit uppföra palatset Hôtel de la Païva. Paret lämnade Frankrike år 1877: enligt obekräftade uppgifter skall de ha ombetts ge sig av misstänkta för spioneri. Hon levde resten av sitt liv på makens slott Neudeck i Sachsen.